# Monolepta nigropicta
Monolepta nigropicta là một loài bọ cánh cứng trong họ Chrysomelidae. Loài này được Laboissiere miêu tả khoa học năm 1938.